# Rainette verte
Hyla arborea
Espèce
Synonymes
- Rana arborea Linnaeus, 1758
- Rana viridis Linnaeus, 1761
- Hyla viridis Linnaeus, 1761
- Hyla vulgaris Lacépède, 1788
- Dendrohyas arborea var. daudinii Gistel, 1868
- Hyla arborea kretensis Ahl, 1931

Statut de conservation UICN

 LC  : Préoccupation mineure
Statut CITES
Hyla arborea, la rainette verte, est une espèce d'amphibiens de la famille des Hylidae.
Sans analyse génétique, cette rainette ne se différencie de sa proche parente, la Rainette méridionale, que par son chant plus rapide ou par la bande latérale sombre qui se prolonge sur ses flancs, alors que cette ligne se limite au contour de l'œil chez l'espèce méridionale.

## Synonymie
Les noms latins suivants ont pu être autrefois donnés à cette espèce :
- Rana arborea Linnaeus, 1758
- Rana viridis Linnaeus, 1761
- Hyla viridis Laurenti, 1768
- Hyla vulgaris Lacépède, 1788
- Calamita arboreus Schneider, 1799
- Calamita viridis Schneider, 1799
- Hylaria viridis Rafinesque, 1814
- Hyla arborea Cuvier, 1817
- Hyas arborea Wagler, 1830
- Dendrohyas arborea Tschudi, 1838

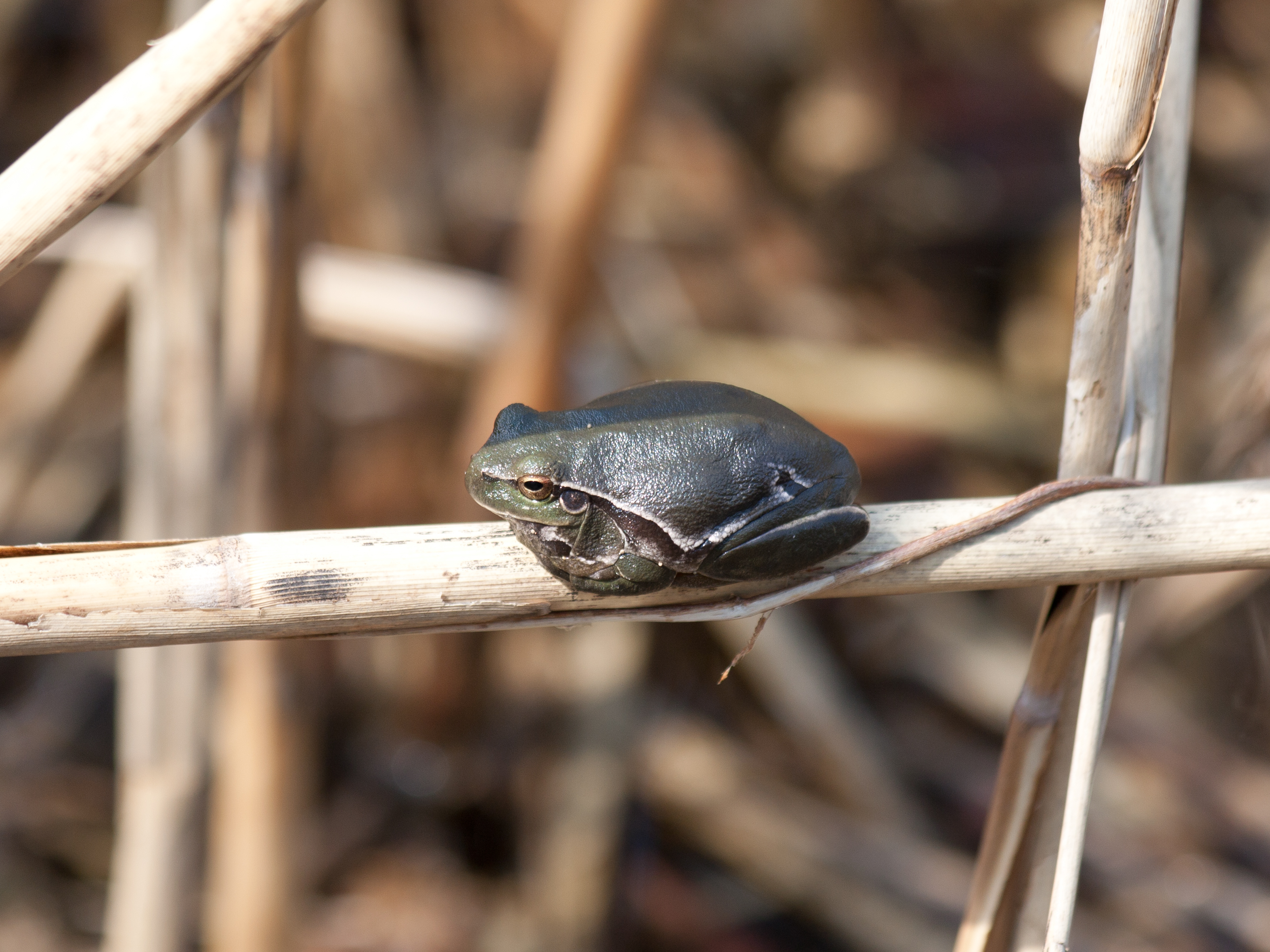
La rainette verte peut passer de longs moments au soleil. Certains spécimens ont une peau de couleur plus foncée.

- Dendrohyas arboreus Fitzinger, 1843
- Dendrohyas arborea var. daudinii Gistel, 1868
- Hyla arborea arborea Boulenger, 1882
- Hyla arborea kretensis Ahl, 1931
- Hyla arborea cretensis Stugren & Lydataki, 1986

## Répartition géographique

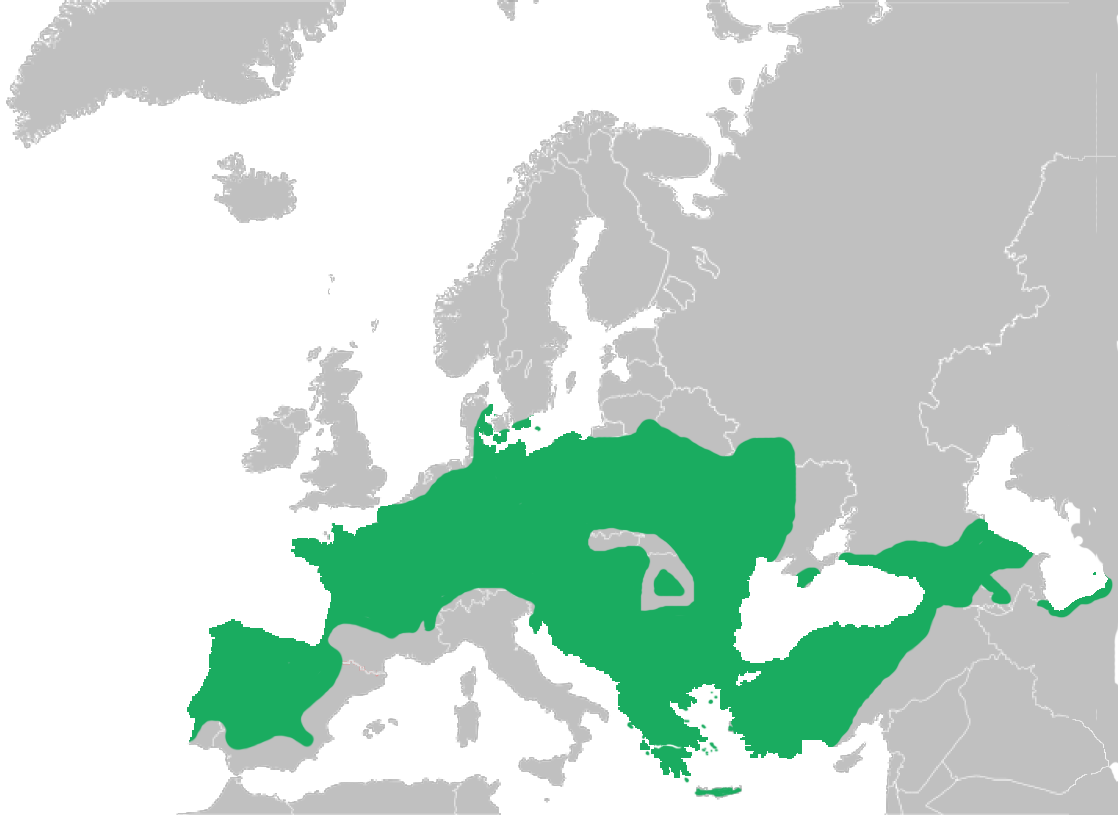
Répartition.

Les périodes glaciaires et interglaciaires ont modifié son aire de répartition, avec des mouvements de population contraints par les grandes chaînes montagneuses . Elle semble surtout s'être alors réfugiée dans les péninsules européennes (Hewitt, 99, taberlet 98 cités par Fubey et al.) ou dans des refuges qui restent à préciser. Lors de la recolonisation vers le nord à la faveur du réchauffement qui a suivi la fin de la dernière glaciation, des groupes génétiques distincts se sont maintenus, avec quelques cas de spéciations (Hewitt 2001 cité par Fubey et al.). Ainsi trouve-t-on en Suisse des sous-espèces différentes au nord et au sud des Alpes (Tessin), comme c'est d'ailleurs le cas pour le triton lobé (Triturus vulgaris) avec sa sous-espèce  meridionalis, ou encore avec certains reptiles (sous-espèce muralis au nord et maculiventris au Sud pour le  Lézard des murailles), ou pour la couleuvre (Natrix maura dans le bassin du Rhône et Natrix tessellata au sud des Alpes (Hofer et al, 2001 cités par Fubey et al.). Ce sont maintenant les activités humaines  (drainage des zones humides, pollution par les insecticides et nitrates, fragmentation écopaysagère, pollution lumineuse) qui affectent l'aire de répartition des populations (souvent relictuelles) de rainettes.
La rainette verte (Hyla arborea) n'est présente qu'au nord de la Suisse bien qu'elle soit ailleurs présente bien plus au sud (de l'Espagne à la Turquie), alors qu'on trouve au sud la Rainette intermédiaire (Hyla intermedia) dans le Tessin et en Italie (Gasc et al. 1997, Grossenbacher, 1988 cités par Fubey et al.). Cette répartition est localement faussée par des introductions par l'homme (rainette verte introduite, dans le Canton de Genève, semble-t-il sans succès). Seule l'étude de l'ADN permet d'identifier les espèces avec certitude (gène mitochondrial codant le cytochrome b) (Bradley et Baker, 2001 cités par Fubey et al.).
Cette espèce est aujourd'hui encore répandue dans certaines zones, mais en régression ou disparue dans une grande partie de son aire naturelle ou potentielle de répartition.
Sa distribution contemporaine va de la péninsule Ibérique et de la France vers l'est à l'ouest de la Russie et la région du Caucase, et au sud vers les Balkans et la Turquie. Elle est globalement absente de la Scandinavie (à l'exception du sud et l'est du Danemark et de l'extrême sud de la Suède). Elle a été introduite au Royaume-Uni mais elle y est maintenant considérée comme éteinte. C'est une espèce de plaine qui a été enregistrée à une altitude maximale (en Bulgarie) de 2 300 m.
Elle est ainsi présente (ou l'a été) en Albanie, en Arménie, en Autriche, en Azerbaïdjan, en Biélorussie, en Belgique, en Bosnie-Herzégovine, en Bulgarie, en Croatie, en République tchèque, au Danemark, en France, en Géorgie, en Allemagne, en Grèce, en Hongrie, en Italie, au Liechtenstein, en Lituanie, au Luxembourg, en Macédoine, en Moldavie, au Monténégro, aux Pays-Bas, en Pologne, en Roumanie, en Russie, en Serbie, en Slovaquie, en Slovénie, en Espagne, en Suède, en Suisse, en Turquie, en Ukraine et en Lettonie (où elle a été réintroduite).

## Habitat

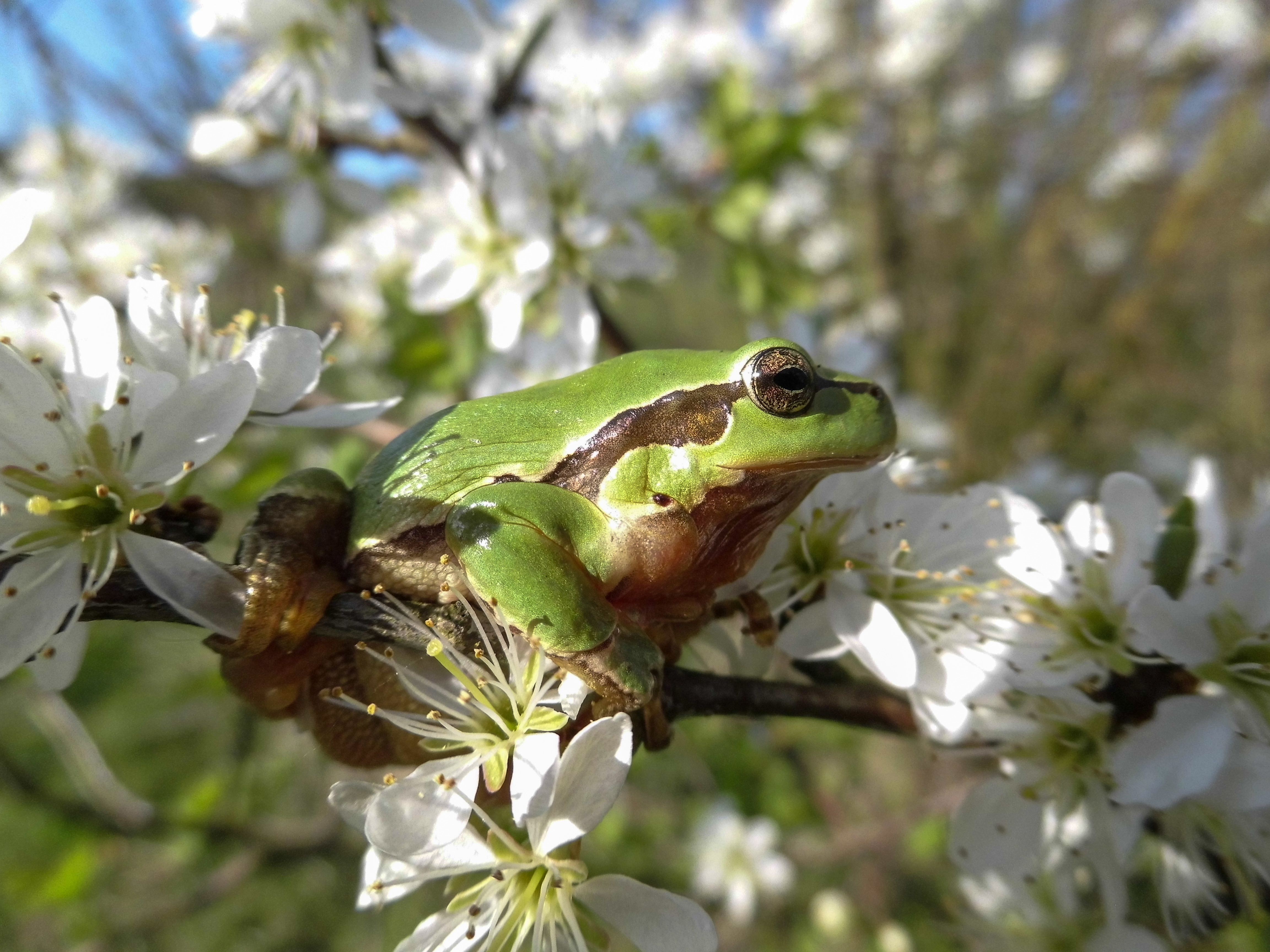
Une rainette verte dans la réserve naturelle de Weiherkette Oberreichenbach en Bavière. Avril 2018.

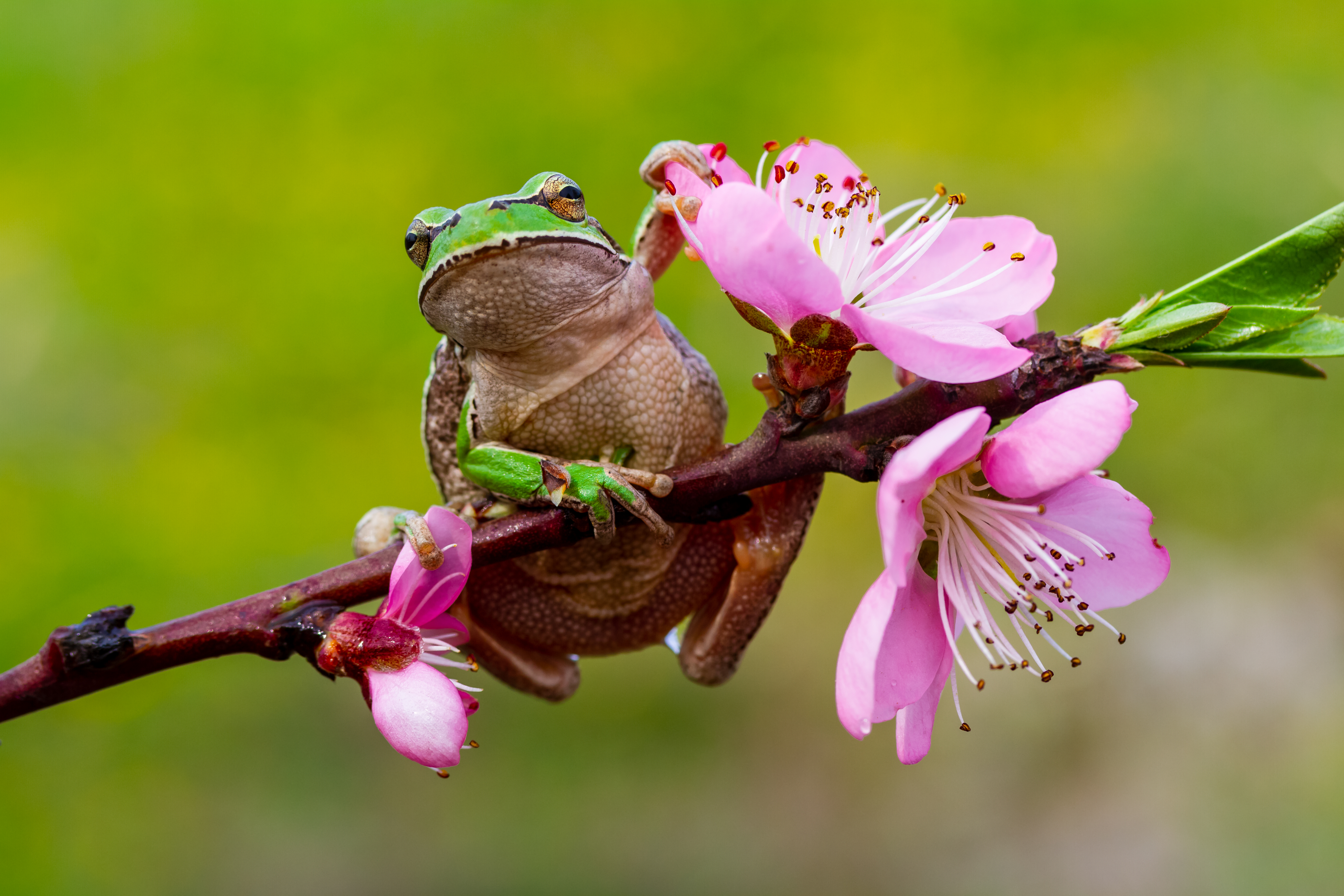
Une rainette verte dans le Kapıçam Tabiat Parkı, Kahramanmaraş (province), Turquie. Mars 2020.

Elle vit dans les forêts de feuillus, les forêts mixtes, les parcs et jardins, les vergers, les rives des lacs et cours d'eau. Elle évite les forêts trop sombres et denses.

## Description de l'espèce

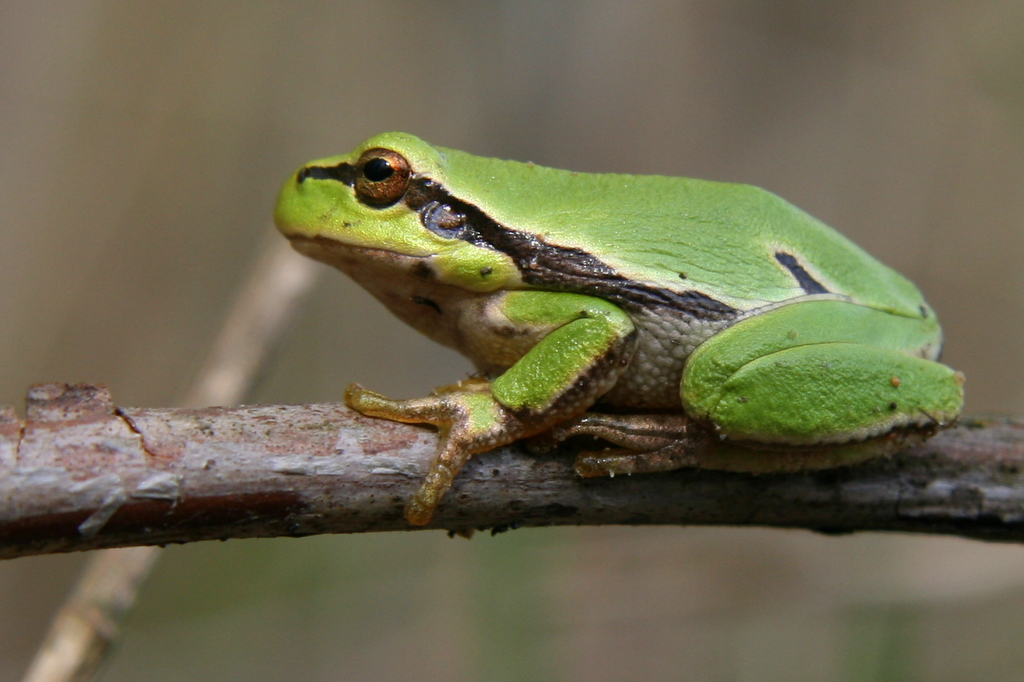
Rainette verte.

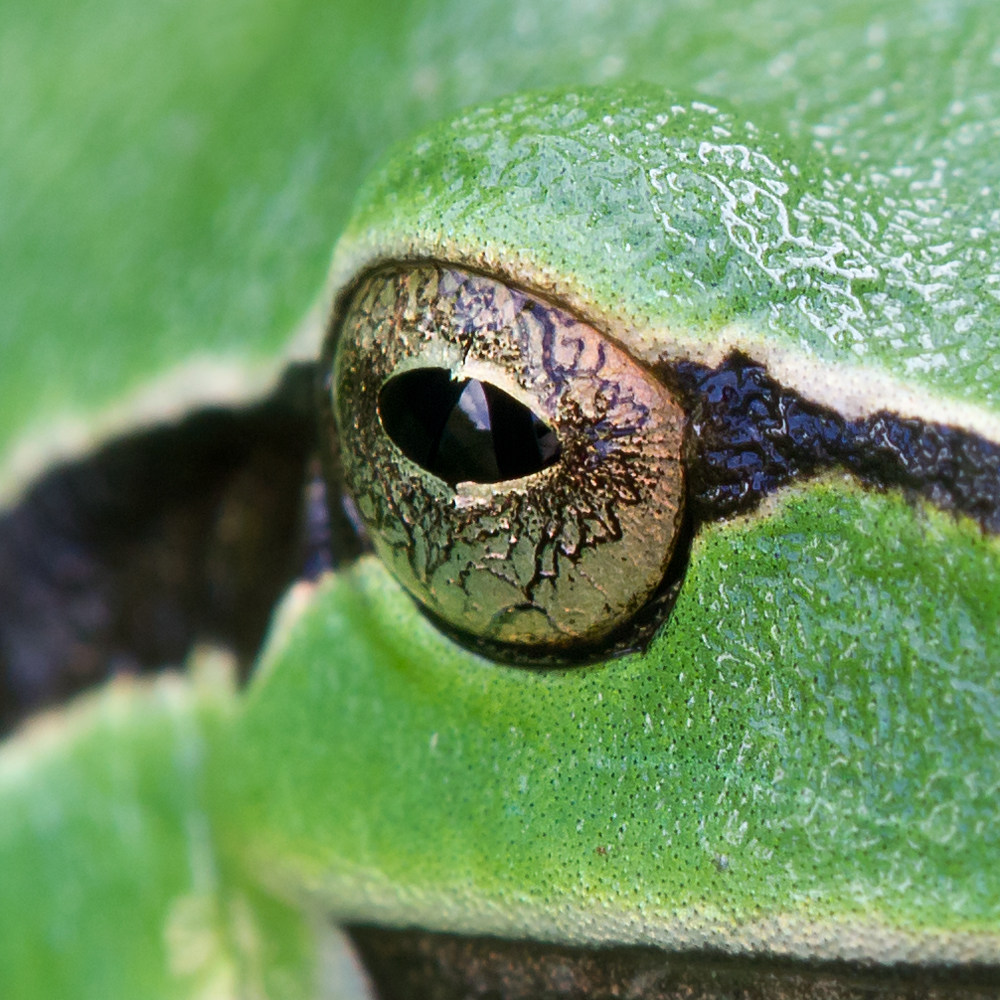
Œil à la pupille en amande et horizontale.

On la classe communément parmi les grenouilles même si scientifiquement on sépare les grenouilles (ranidés) des rainettes (hylidés) notamment parce que les rainettes sont équipées de pelotes adhésives au bout des doigts leur permettant un mode de vie arboricole (en Europe, les rainettes sont les seuls amphibiens à avoir ce mode de vie de grimpeur).
Elle ne dépasse pas 5 cm de long, a la peau lisse, vert souvent très vif, a le ventre gris-blanc et présente une bande brune de l'œil aux flancs.
Les rainettes vertes se rencontrent dans les milieux marécageux et boisés mais toujours à proximité de l'eau.
On peut en apercevoir le soir près des points d'eau dans un jardin (gamelle pour chien, mares, etc.) et la journée sur des branches de plantes exposées au soleil, très souvent à proximité d'un point d'eau.
Elles ont une activité nocturne intense, tandis qu'elles passent la journée, lorsque celle-ci est bien ensoleillée, immobiles plusieurs heures afin de prendre le soleil.
Leur régime est composé en particulier d'insectes volants.
La maturité sexuelle est atteinte à deux ans, et la reproduction a lieu au printemps, de mars à juin.

Les femelles pondent de 800 à 1000 œufs en masses non flottantes.

Les têtards présentent une crête dorsale marquée et des mouvements vifs et rapides semblables à ceux d'alevins.
Le taux de survie d'une année sur l'autre ne varie pas de manière significative selon le sexe. La survie de la jeune génération semble fortement liée à la pluviométrie (les pluies favorisent la survie des têtards).

## Chant
C'est une espèce au chant sonore, dont les mâles forment des chœurs nocturnes sonores caractéristiques constitués d'une sorte de "waka-waka" répétitif. Les individus femelles ont un chant plus ample, plus grave et avec une fréquence plus élevée. Le chant semble avoir une grande importance au sein d'une population pour la reproduction.

## État des populations, menaces
L'Union internationale pour la conservation de la nature classe la rainette verte comme préoccupation mineure. En Wallonie, l’espèce est classée en catégorie EX (éteinte) dans la liste rouge des espèces menacées.
La plupart des amphibiens sont en régression sur la totalité de leur aire de répartition, pour des raisons probablement multifactorielles,, qui peuvent concerner les parties aquatique et/ou terrestre de leur cycle de vie.
Cette espèce a des besoins précis pour maintenir sa diversité génétique et son développement, notamment en termes d'habitat naturel. Elle a par exemple du mal à se déplacer dans les milieux asséchés ou traités par des insecticides, sachant que les milieux qu'elle fréquente, des mares peu profondes notamment, peuvent évoluer rapidement (sécheresse, drainage, pollution, atterrissement naturel…). Elle forme des métapopulations parfois éloignées les unes des autres et peut effectuer de petites migrations.
La rainette verte est l'une des espèces en forte régression dans les zones urbanisées et dans les régions d'agriculture intensive.
La pollution de l'eau, par les insecticides notamment, ainsi que l'introduction de poissons dans les petites mares sont des facteurs de disparition de l'espèce dans les territoires concernés. Elle est par exemple considérée comme menacée de disparition en Suisse. Considéré comme éteinte en Belgique, elle y fait sa réapparition.
Selon une étude danoise récente basée sur des analyses génétiques (marqueurs microsatellite,).[Quoi ?]
La fragmentation des habitats est également un facteur important de régression ou disparition de cette espèce. Il est source de "goulot d'étranglement génétique".
Une autre étude récente montre que parmi les facteurs de régression, l'urbanisation de la périphérie d'un étang antérieurement occupé par des rainettes a un impact très négatif sur la probabilité de présence de l'espèce. Le nombre d'heures d'ensoleillement de l'étang est corrélé à l'importance des chants de mâles (supposés importants pour la territorialité et le succès de reproduction). Une conductivité élevée de l'eau (signe de minéralisation ou salinisation) a été associée à une plus faible probabilité de présence de l'espèce (hors littoral dunaire).
Enfin, curieusement, sur le territoire de cette étude plus une zone humide est proche de route à deux voies, plus les mâles chantent (réaction au bruit des véhicules ?).

## Publication originale
- Linnaeus, 1758 : Systema naturae per regna tria naturae, secundum classes, ordines, genera, species, cum characteribus, differentiis, synonymis, locis, ed. 10 (texte intégral).